# La Madone de l'Atlantique
Pour plus de détails, voir Fiche technique et Distribution.
La Madone de l'Atlantique est un film français réalisé par Pierre Weill, sorti en 1936.

## Fiche technique
- Titre : La Madone de l'Atlantique
- Réalisation : Pierre Weill
- Scénario : André Roig
- Photographie : Georges Lucas
- Décors : Jean Tournon
- Musique : Jean Yatove
- Production : Productions René Bianco
- Format :  Noir et blanc - 35 mm - Son mono
- Pays d'origine :  France
- Genre : Comédie
- Durée : 85 minutes
- Date de sortie : France : 19 juin 1936

## Distribution
- Nino Constantini : Edouard
- Josseline Gaël : Yvonne
- Pierre Mingand : Robert
- Yvonne Rozille : Mme Dorland
- Alice Tissot : Mme Villebon
- Franck O'Neill : Philippe
- Raymond Rognoni : M. Laurens
- Georges Péclet : Jacques